# 揭重熙
揭重熙（？—1651年），字祝萬，又字萬年，號潜铭、蒿庵。江西臨川縣東門揭家坊（今湖南鄉大塘揭家）人。

## 生平
自幼聰敏，好學不倦。崇禎九年丙子科順天府鄉試第十五名舉人，十年以五經登丁丑科進士第，本年丁憂，十三年四月授福寧（今福建霞浦）知州，十五年本省同考，十六年升吏部文选司主事。好談兵、知調度。弘光时，復任吏部考功司主事。永历二年（1648年）春夏之交，率军攻打福建邵武失败，引发“邵武之屠”。永历三年（1649年）正月，官兵部右侍郎，总督江西义旅及刘一鹏之兵，前往南雄。官至兵部尚书。后兵败被俘，順治八年（1651年）十一月初二日不屈死。